# Nicholas (Bischof, Sodor und Man)
Nicholas (auch Koli; † 1217) war ein schottischer Geistlicher. Von etwa 1203 bis zu seinem Tod war er Bischof von Sodor und Man.

Das Königreich der Inseln (rot) im 13. Jahrhundert

Nach den Angaben der mittelalterlichen Chronicle of Man stammte Nicholas aus dem westschottischen Argyll. Nach dem Tod von Bischof Michael, der vermutlich 1203 starb, wurde Nicholas zum neuen Bischof des Bistums Sodor und Man bzw. zum Bischof der Inseln gewählt. Er ist vermutlich mit dem Koli identisch, der nach einer isländischen Chronik 1210 zum Bischof geweiht wurde. Koli ist vermutlich eine skandinavische Abkürzung für Nicholas. Die lange Verzögerung der Weihe lag vermutlich an Tore Gudmundsson, dem norwegischen Erzbischof von Nidaros, der versuchte, von der Kurie als Metropolit für Sodor und Man und von weiteren Bistümern anerkannt zu werden. 1210 bestätigte Nicholas eine Urkunde von König Ragnvald. Er soll an einem allgemeinen Konzil teilgenommen haben, so dass er mit Sicherheit Ende 1215 während des Vierten Laterankonzils in Rom war. Nach seiner Rückkehr bestätigte er, dass er den Bischofsstab, den Bischofsring und liturgische Gewänder von Abt Nicholas von Furness zurückerhalten hatte. Gemäß dem letzten Willen seines Vorgängers Bischof Michael sollte der Abt von Furness die Gegenstände während der Abwesenheit der Bischöfe verwahren. Nach seinem Tod wurde Nicholas im nordirischen Kloster Bangor in Down beigesetzt. Frühere Historiker haben vermutet, dass Nicholas auf sein Amt verzichtet hatte, doch nach einem päpstlichen Schreiben vom 9. November 1219 war er als Bischof  gestorben.
Nach Nicholas Tod kam es um einen Machtkampf um das Amt des Bischofs von Sodor und Man. Nach der Chronicle of Man waren er und sein namensgleicher Nachfolger Nicholas of Meaux die gleiche Person, was aber falsch ist.